# تسیاتلی
تسیاتلی (به لاتین: Tsiately) یک منطقهٔ مسکونی در ماداگاسکار است که در ونگایندرانو واقع شده‌است. تسیاتلی ۱۳٬۰۰۰ نفر جمعیت دارد و ۱۸ متر بالاتر از سطح دریا واقع شده‌است.